# La Vall de Gallinera
La Vall de Gallinera – gmina w Hiszpanii, w prowincji Alicante, we wspólnocie autonomicznej Walencja, o powierzchni 53,63 km². W 2011 roku liczyła 676 mieszkańców.
Do roku 2021 gmina nosiła hiszpańską nazwę Vall de Gallinera, jednak na mocy dekretu Rady Generalitat Valenciana z 22 stycznia 2021 r. jako wyłączną przyjęto nazwę walencką (katalońską) – la Vall de Gallinera.